# Salem (Iowa)
Salem és una població dels Estats Units a l'estat d'Iowa. Segons el cens del 2000 tenia 464 habitants.

## Demografia
Segons el cens del 2000, Salem tenia 464 habitants, 202 habitatges, i 124 famílies. La densitat de població era de 293,7 habitants/km².
Dels 202 habitatges en un 29,7% hi vivien nens de menys de 18 anys, en un 48,5% hi vivien parelles casades, en un 7,4% dones solteres, i en un 38,6% no eren unitats familiars. En el 33,7% dels habitatges hi vivien persones soles el 20,3% de les quals corresponia a persones de 65 anys o més que vivien soles. El nombre mitjà de persones vivint en cada habitatge era de 2,3 i el nombre mitjà de persones que vivien en cada família era de 2,98.
Per edats la població es repartia de la següent manera: un 23,7% tenia menys de 18 anys, un 5,8% entre 18 i 24, un 27,6% entre 25 i 44, un 23,3% de 45 a 60 i un 19,6% 65 anys o més.
L'edat mediana era de 40 anys. Per cada 100 dones de 18 o més anys hi havia 97,8 homes.
La renda mediana per habitatge era de 31.500 $ i la renda mediana per família de 42.500 $. Els homes tenien una renda mediana de 30.238 $ mentre que les dones 22.143 $. La renda per capita de la població era de 18.585 $. Entorn del 3,7% de les famílies i el 3,2% de la població estaven per davall del llindar de pobresa.

## Poblacions més properes
El següent diagrama mostra les poblacions més properes.